# Ji Yun-Nam
Ji Yun-Nam (n. 20 noiembrie 1976 în Pyongyang) este un jucător de fotbal nord-coreean, care joacă pentru April 25 în campionatul Coreei de Nord.